# Поппиус, Минна
Минна Поппиус (швед. Minna Poppius; 3 июля 1883 — 23 апреля 1984) — шведская художница.

## Биография
Минна Поппиус родилась 3 июля 1883 года в семье финансиста Эрика Габриэла Поппиуса (1840-1907) и его жены Дженни Сесилии Поппиус (1842-1916), урождённой Хазелиус. Мать девочки была сестрой известного учёного и фольклориста Артура Хазелиуса, основателя первого музея под открытым небом. Кроме Минны в семье было шестеро детей. Её братьями были будущий основатель журналистской школы Поппиуса Сет Поппиус и агроном Даниэль Поппиус.
Минна училась живописи в Стокгольме, Лондоне и Париже. В основном, рисовала миниатюры. Выставки художницы проводились в Риме, Париже и Стокгольме.
В 1909 году Минна Поппиус вышла замуж за барона Карла Седестрёма. Для обоих это был второй брак.  Седестрём впоследствии стал пионером авиации и первым шведским лётчиком. До свадьбы занимался автомобильным бизнесом. У супругов родилась дочь Улла-Метта Сесилия (Маша) Седестрём.
В июне 1918 года Седестрём погиб неподалёку от Аландских островов. 
После его смерти Минна жила в Риме. В 1980 году вернулась в Стокгольм.
Умерла Минна Поппиус в возрасте ста лет 23 апреля 1984 года. Похоронена рядом с мужем на кладбище церкви Ингарё.